# Екстракција уранијума
Екстракција уранијума је процес екстракције руда уранијума из земљине коре. Светска производња уранијума у 2009. години износила је 50.572 тоне. Казахстан, Канада и Аустралија су три водећа произвођача са укупним уделом од 63% у односу на светску производњу. Друге земље које имају мањи удео на тржишту су Русија, САД, Намибија, Узбекистан и Нигер са годишњом производњом више од 1000 тона.
Руде уранијума се у већини случајева обрађују млевењем до одређене гранулације, затим се третирају хемијским поступцима лучења ради раздвајања уранијума од стенског материјала. На изласку после процеса млевења добија се чист уранијум прашкастог конзистентног стања, који се затим продаје на тржишту под комерцијалним називом Жути колач са хемијском формулом U3O8.

## Историја
Минерали уранијума су били запажени рударима још дуго пре открића самог уранијума 1789. године. О ураниту који је пронађен у Рудној гори која раздваја Немачку и Чешку се сазнало први пут давне 1565. године. Такође, постоје документи који потврђују његово појављивање 1727. у Јахимову и 1763. у Швајцарској.

## Минерали уранијума
- Уранит - UO2
- Пехбланда - kUO2IUO3PbO
- Торбернит - Cu/UO2PO4/8-12H2O
- Бренерит - (U,Ca,Th,Y/(Ti,Fe)2O6)
- Давидит - (Fe,U)TiO3
- Уранофан - CaH2/UO2(SiO4)/5H2O
- Кофинит - U(SiO4)1-x(OH)4x
- Аутунит - Ca/UO2PO4/0-12H2O

Руде су чисто уранијумске или комплексне у којима се уранијум налази у заједници са другим елементима Периодног система.

## Лежиште уранијума
Уран гради различита лежишта минералних сировина. Економским значајем, односно размерама, садржајима, количином руде и економским значајем доминирају плутогена, хидротермално-вулканогена, албитска, метаморфисана, инфилтрациона лежишта и седиментна лежишта уранијума.
Најчешће врсте лежишта су:
- Хидротермална плутогена
- Хидротермална вулканогена
- Албитска
- Инфилтрациона
- Седиментна
- Метаморфна

## Цене уранијума
Од 1981. па до сада ценама уранијума као и годишњом производњом и обртајем у САД се бави Министарство Енергетике САД. Импортна цена је са 32.90 US$/lb-U3O8 у 1981. на 12.55 крајем 90-их и на чак мање од 10 US$/lb-U3O8 почетком 2000-их. Цене Аустралијског уранијума 70'их година 20. века биле су нешто веће, 43 US$/lb-U3O8, што потрвђује Нуклеарни Информациони Центар у извештају 1978. године. Што се тиче минимума, он је био фиксиран 2001. године када је цена износила US$7/lb; максимум у новом веку је фиксиран у априлу 2007. године када је на момент затварања тржишта цена била US$113.00/lb, што је уједно и максимум експоненцијалног пораста цена уранијума 2007. године. Међутим максимална цена је била фиксирана 1977. године која је нешто мало већа од претходно наведене.

## Област примене
Најчешће уранијум добијен у рудницима користи се као гориво у нуклеарним електранама. Међутим, почевши од 2011. године целокупно тржиште се налази у депресивном стању због Фукушимске катастрофе. Дати инцидент је проузроковао пад цена уранијума више од 50%, што је скратило профит произвођача уранијума од марта 2011. па све до почетка 2012. Ускоро после овога компаније датог сектора су почеле да смањују трошкове и лимитирају операције.
Такође се користи у ракетној технологији, медицини, биологији, геохронологији, војној индустрији и др.